# Молекулярная хирургия
Молекулярная хирургия — совокупность современных методов коррекции патологических состояний организма посредством изменения фенотипа или функционала клеток при помощи молекулярных агентов, например систем редактирования генома.

## История
В 1855 году немецкий врач и ученый Рудольф Вирхов, один из основоположников клеточной теории в биологии и медицине, ввел понятие «целлюлярной патологии», согласно которому любая болезнь может быть сведена к поражению соответствующих клеток. Реализация данного принципа в практической медицине до начала бурного развития молекулярной и клеточной биологии в XX веке была осложнена отсутствием инструментов, специфичных к конкретным клеткам и их функциям.
В настоящее время хирургические принципы, объединяемые понятием «функциональная хирургия», подразумевают выполнение органосохраняющих операций, чаще малоинвазивных и направленных на коррекцию систем организма при сохранении анатомии и восстановлении нормальных функций. В XX веке примерами реализации таких принципов стали лапароскопические техники, робот-ассистированные операции, методы хирургии ускоренной реабилитации (ERAS или Fast Track Surgery) и др. Современная молекулярная биология и биофизика позволяет расширить эти примеры на выполнение функциональных операций и на молекулярном уровне.
Сама идея хирургии на молекулярном уровне была впервые выдвинута нобелевским лауреатом Ричардом Фейнманом в 1959 году, в лекции, прочитанной за заседании Американского физического общества, как пример потенциального использования наноразмерных механизмов в медицинских целях: «Вы помещаете такого миниатюрного механического хирурга в артерию, и он проникает к сердцу и обследует его. Он замечает неисправный клапан, подходит к нему и отсекает его микроскальпелем». В дальнейшем концепция вмешательств на молекулярном и тканевом уровне для изменения фенотипа тканей получила свое инструментальное решение в виде генно-инженерных конструкций.
Термин «молекулярная хирургия» впервые был сформулирован в 1966 году для описания вмешательства в работу клеток на уровне ДНК. Разработанные в последнее время системы редактирования генома (CRISPR/Cas9, TALEN, ZFN) для терапевтических целей позволяют восстанавливать/воссоздавать нормальный клеточный фенотип и, как следствие, нормальный функционал патологически изменённых тканей. В настоящее время проходят испытания системы молекулярной хирургии для лечения кардиомиопатий, серповидноклеточной анемии и некоторых онкологических заболеваний.

## Ферментативная хирургия
Исправление масштабных дефектов тканей является целью другого направления — ферментативной хирургии (англ. enzymatic surgery). Хотя сегодня ферменты в основном используются для терапии заболеваний органов пищеварения, но использование специфичных систем доставки позволяет выполнять воздействия совершенно иного рода, например масштабные вмешательства по ремоделированию патологически изменённых тканей, в том числе путем доставки металлопротеиназ для разрушения разрастающейся фиброзной ткани. Развитие направления ферментативной хирургии связано не только с тщательным подбором высокоспецифичных средств доставки (клетки, моноклональные антитела, одноцепочечные антитела и их фрагменты), но также и с программируемым выводом и деактивацией токсичных продуктов, и их дальнейшей утилизацией с помощью имеющихся в организме человека систем органов (печень, желудочно-кишечный тракт, почки, легкие, потовые железы).
Эффективность и специфичность систем молекулярной и ферментативной хирургии связаны с совершенствованием векторов доставки, а также возможностями по внешнему управлению их активностью. Например, высокоспецифичная доставка к целевым тканям может осуществляться посредством векторов на основе клеток, вирусных систем (AAV, HIV, HSV), РНК-белковых комплексов, бактофекции, а внешнее управление выполняться методами биофотоники и оптогенетики.

## Перспективы
Использование совокупности кодирующих (ДНК, РНК) и сигнальных (белки и нуклеиновые кислоты) молекул для регуляции функционала организма для редактирования генома и изменения клеточной организации позволяет рассматривать возможность персонализации хирургических вмешательств на основе «омиксных» данных организма пациента (геном, транскриптом, метаболом, эпигеном) для достижения индивидуального физиологического ответа.
Подобная высокотехнологичная реализация принципов функциональной молекулярной и ферментативной хирургии в виде систем редактирования генома, тераностических агентов (обеспечивающих как диагностику, так и лечение), представляют собой развитие методического приема «физиологической хирургии» И. П. Павлова (1902) и современного представления о персонализированном подходе к хирургическому лечению пациента.